# BananaBread
BananaBread es un shooter 3D en primera persona para navegador. Usa  Cube 2: el motor de Sauerbraten que está escrito en C++ y OpenGL, y compilado a JavaScript y WebGL usando Emscripten por lo que puede funcionar en navegadores modernos que usan las bases estándares de Web  APIs y sin necesidad de plugins.
La Fundación Mozilla ha creado este proyecto por varias razones. En primer lugar, para servir como prueba para correr un exigente juego 3D en navegadores: Tener un caso de prueba nos permite probar nuevas características para los navegadores y mejorar el rendimiento para hacer más rápidos los navegadores. Otro objetivo es mostrar que juegos de este tipo pueden funcionar con JavaScript y WebGL, cosa sobre la que mucha gente es escéptica. Finalmente, todo el código de este proyecto es libre (y casi todos los objetos artísticos), así que otros puede aprender de este esfuerzo y usar este código para crear su propio juego de navegador.

## Desarrollo
En marzo de 2013 se actualizó añadiendo los mapas Colony, Bunker, Ruins y Hanger. Además se añadió soporte para multijugador usando la tecnología WebRTC Data Channels, pero solo funciona correctamente en Firefox a partir de su versión 22. Además su rendimiento fue optimizado gracias al uso de la librería asm.js desarrollada por Mozilla.

## Contenido
Entre los contenidos del juego se encuentran:

### Mapas
- Arena
- Lava Chamber
- Two Towers
- Colony
- Bunker
- Ruins
- Hanger

### Armas
- Pistola
- Rifle
- Granada
- Escopeta
- Bazuca

## Créditos
- Productor
  - Martin Best
- Desarrollo de BananaBread y Emscripten
  - Alon "kripken" Zakai
  - Ehsan Akhgari
- Arte y Contenido
  - Gregor Koch "gk" "cronos3k"LinkedIn Profile
  - John "geartrooper" Siar
- Música
  - Vídeo: Thorsten-Tobias Heinze
  - Pantalla de cargando: yd
- Diseño Web
  - Bobby "secretrobotron" Richter
- Agradecimiento a Cube 2: Sauerbraten devs quien creó el juego original que mostramos
  - Wouter "Aardappel" van Oortmerssen
  - Lee "eihrul" Salzman
  - Mike "Gilt" Dysart
  - Robert "baby-rabbit" Pointon
  - Quinton "quin" Reeves
  - sauerbraten.org